# Мис Колумбія
Мис Колу́мбія  (англ. Cape Columbia) — крайній північний пункт Канади, розташований на острові Елсміра у морі Лінкольна в Північнічному Льодовитому океані 83°6′41″ пн. ш. 69°57′30″ зх. д. / 83.11139° пн. ш. 69.95833° зх. д. . Відкритий в 1876 році британськими мореплавцями Пелгамом Алдрічем та Джорджем Наресом.
| Канада | Це незавершена стаття з географії Канади. Ви можете допомогти проєкту, виправивши або дописавши її. |